# Theater am Olgaeck
Das Theater am Olgaeck in Stuttgart wurde im September 2004 von Nelly Eichhorn gegründet und hat sich dem kulturellen Austausch und Dialog mit Osteuropa verpflichtet. Es gibt Aufführungen osteuropäischer Theaterstücke sowie Lesungen, Ausstellungen und Liederabende. Das Programm bietet Klassisches und Zeitgenössisches, Unterhaltsames und Anspruchsvolles.
Als eine der jüngsten Bühnen spiegelt das Theaterprogramm die Veränderungen im neuen Europa und hat sich zu einer kulturpolitischen Plattform für Kontakte und Beziehungen zu osteuropäischen Ländern entwickelt.
Das Theater am Olgaeck hat ein Netzwerk mit Künstlern und politischen Institutionen in Osteuropa geknüpft, pflegt Kontakte mit Partnern, lädt Theater aus osteuropäischen Ländern zu Gastauftritten ein, veranstaltet jährlich Kulturfestivals, Autorenlesungen, Buchpräsentationen, musikalische Abende und fördert die interkulturelle Begegnung in Stuttgart.

## Geschichte
1991 gründete Nelly Eichhorn „Nelly's Puppet Theatre“ in Lexington, Kentucky. Es bot ein abwechslungsreiches Programm für Kinder ab drei Jahre mit Marionetten und Puppen. 1993 kam „Nellys Puppen Theater“ nach Stuttgart und spielte als „Theater im Kino Lupe“ und später im Studio der Landesgirokasse Stuttgart in der Königstraße. Seit Herbst 1996 spielt es zusätzlich als „Ludwigsburger Marionetten Theater“ in Ludwigsburg in der Marstallstraße 5.
Im Herbst 2003 fand Nellys Puppen Theater eine eigene Spielstätte in Stuttgart in der Charlottenstraße 44, in der Nähe des Charlottenplatzes.
Im September 2004 gründete Nelly Eichhorn auf der gleichen Bühne das Theater am Olgaeck als Theater für Erwachsene. Von 2006 bis März 2008 gab es Auftritte in Stuttgart-Ost im Restaurant Theater Friedenau.

## Festivals
- International Amateur Theater Festival – Mai 2019
- Roma-Tag Festival – April 2019
- Primavera Flamenca – März 2019
- Cine Español – Dezember 2018
- Samara Filmfest – April 2017 – 25 Jahre Städtepartnerschaft Stuttgart–Samara
- Georgian Film Festival – November 2016 – Women in Georgian Film
- Festival of Cardiff – November 2015 – 60 Jahre Städtepartnerschaft Stuttgart–Cardiff
- Russisches Filmfestival – November 2014 – MOSFILM 90 Jahre
- Tschechische Kulturtage – Oktober 2014 – 25 Jahre Städtepartnerschaft Stuttgart–Brünn
- Finnisches Festival – Januar 2014
- Armenisches Filmfestival – November 2013
- Russisches Filmfestival – Mai 2013
- Russisches Festival – Dezember 2012 – 20 Jahre Städtepartnerschaft Stuttgart–Samara
- Finnisches Festival – Oktober 2012
- Junge Filmregie Russland – September 2008
- Französische Woche – Oktober 2008
- Polnisches Festival – Oktober 2008
- Estnisches Kulturfestival – Mai 2008
- Russisches Festival – September 2007 – 15 Jahre Städtepartnerschaft Stuttgart-Samara
- Russische Kulturtage – Oktober 2005
- Tschechische Kulturwoche – Oktober 2004

## Premieren
- Zwei wie Bonnie und Clyde, Ganovenkomödie (2018)
- Kols letzter Anruf, Gerichtsthriller von Joshua Sobol (2018)
- Glückliche Tage, von Samuel Beckett (2018)
- Женить миллионера | Millionär sucht Frau, Komödie in russischer Sprache (2017)
- Zeit im Dunkeln, von Henning Mankell (2017)
- Шрам | Schram, nach Jewgenij Grischkowez, Schauspiel in russischer Sprache (2017)
- Цюрих | Zürich!, Schauspiel nach Ljudmila Ulizkaja, in russischer Sprache (2016)
- 39 Stufen, Schauspiel von Patrick Barlow, nach John Buchan (2016)
- Bombenfrau, Monolog für eine Bombenfrau von Ivana Sajko (2016)
- Atmen, Ökokomödie von Duncan Macmillan (2016)
- Die Präsidentinnen, Schauspiel von Werner Schwab (2015)
- Monsieur Ibrahim und die Blumen des Koran, Schauspiel von Éric-Emmanuel Schmitt (2015)
- Schwester von …, Schauspiel von Lot Vekemans (2014)
- Die Stühle – Les Chaises, von Eugène Ionesco (2014)
- Sex? aber mit Vergnügen!, Komödie von Franca Rame und Dario Fo (2014)
- Die Nacht des Casanova, nach dem Poem von Marina Zwetajewa  (2013)
- Josef und Maria, Schauspiel von Peter Turrini (2012)
- Zwei wie Zuhause, Schauspiel nach der Story von M. Jincharadze (2011)
- Die Eule und das Kätzchen, Komödie von Wilton Manhoff (2011)
- Pasta Mortale, Krimi Dinner (2011)
- Revanche, Schauspiel von Anthony Shaffer  (2011)
- Antigone in New York, Janusz Głowacki (2011)
- Der Spieler, nach dem Roman von Fjodor Dostojewski (2011)
- Der Filderpate, nach dem Roman von Roland Kugler (2010)
- Geschlossene Gesellschaft, Jean-Paul Sartre (2010)
- Prah – Geld oder nicht Geld, György Spiró (2009)
- Emigranten, Sławomir Mrożek (2009)
- Die Abenteuer des braven Soldaten Schwejk, nach einem Roman von Jaroslav Hašek (2009)
- Gefährliche Liebschaften, Pierre-Ambroise-François Choderlos de Laclos (2009)
- Die Mausefalle, Agatha Christie (2008)
- Nacht, von Andrzej Stasiuk (2008)
- Die verschlossene Tür, Fred von Hoerschelmann (2008)
- Stalin, Gaston Salvatore (2008)
- Die Möwe, Anton Tschechow
- Schokolade, Daniela Hense
- Das wundervolle Zwischending, Martin Heckmanns
- Der Trauschein, Ephraim Kishon
- Traumfrau verzweifelt gesucht, Tony Dunham
- Kleine Eheverbrechen, Éric-Emmanuel Schmitt
- Der Bär, Anton Tschechow
- Karl Marx, Nelly Eichhorn (2007)
- Casting in Kursk, von Alexander Galin (2006)
- Amadeus, nach Mozart und Salieri von Alexander Puschkin (2006)
- Männerhort, Kristof Magnusson (2006)
- Sauerstoff, Iwan Wyrypajew (2006)
- Die Rolle der Frau Dostojewski, Edward Radsinski (2006)
- Nichts Schöneres, Oliver Bukowski (2006)
- Ladies Night, Stephen Sinclair und Anthony McCarten (2005)
- Der Verbrecher aus verlorener Ehre, nach Friedrich Schiller (2005)
- Kill Hamlet! Zijah Sokolović (2005)
- Der Koffer, nach Sergej Dowlatow – 2005
- Daniil Charms (2005)
- Dinner for One, Lauri Wylie (2004)
- Der Heiratsantrag, Anton Tschechow (2004)

## Lage
Das Theater am Olgaeck liegt am Rande der Stuttgarter Innenstadt in der Charlottenstraße 44, versteckt in einer kleinen Fußgängerpassage, einfach erreichbar mit der Stadtbahn U5, U6, U7, U12, U15, Haltestelle Olgaeck.